# سجن القلعة
سجن القلعة هو سجن يوجد في قلعة صلاح الدين الأيوبي بالقاهرة القديمة، وقد تحول إلى مزار سياحي، وهو يعود تاريخا إلى عصر دولة المماليك، ومنذ العهد الملكي مرورا بالعهد الثوري

## تاريخه
يعود سجن القلعة تاريخياً إلى عصر دولة المماليك، ومنذ العهد الملكي مرورا بالعهد الثوري، فمنذ أن انتقل الخديو إسماعيل إلى قصر عابدين، وجعله مقرا للحكم عام 1874، أصدر قراره وقتها بإنشاء سجن القلعة الواقع بين ردم جامع محمد علي ليكون سجنا للأجانب، باعتبار سجن القلعة بزنزاناته القليلة وشدة حراساته هو أنسب الأماكن؛ لأداء الغرض.
بعد وفاة الخديو إسماعيل، أصدر الخديو توفيق قراراً بتوسعة طاقة السجن الاستيعابية، وبعد قيام ثورة يوليو أصدر جمال عبد الناصر قراراً جمهوريا بتوسعة سجن القلعة من جديد بعد تسلم البوليس الحربي مفاتيحه حتى قرر محمد حسني مبارك بعد توليه المسؤولية تحويله لمتحف يتبع وزارة الثقافة.
ويعد سجن قلعة صلاح الدين في القاهرة أحد أشهر السجون المصرية التي خصصت للقضايا السياسية والتعذيب، ما قبل ثورة يوليو 1952 وما بعدها ويحتوي السجن على 42 زنزانة مقسمة على قطاعين أحدهما شرقي والآخر غربي، إضافة إلى ثماني غرف تعذيب أشهرها غرفة الفرن بالناحية الشرقية منه، وسبب تسميتها بهذا الاسم يرجع لتجهيزها أوائل الستينيات بنظام غازي يجعل جدرانها ساخنة باشتعال مواسير مخصوصة، وفي ذلك الوقت كان يتم إدخال المعتقلين «5 أفراد» وإشعال المواسير ومع الوقت تؤثر حرارة الجدران على أجسادهم في وسيلة؛ لإجبارهم على الاعتراف، أو الإدلاء بأوصاف وأسماء زملائهم.
وفي الناحية الغربية للسجن تقع غرفة التعليق وهي نفسها الغرفة التي تم تعذيب محمد أنور السادات فيها بعد فصله من الجيش المصري في العهد الملكي بعد اتهامه بمقتل أمين عثمان القضية المعروفة قبل قيام ثورة يوليو 1952، كما توجد غرفة الحلقات والتي صممها الفرنسي لوميان في عهد الملك فؤاد عام 1932 على غرار غرفة شبيهة بسجن الباستيل الفرنسي الشهير المسماة بغرفة نزع الاعتراف، وفيها يتم تعليق السجين من قدميه بسقفها مع تدويره بسرعة لدقائق ما يصيب أجهزة جسمه بالاضطراب، وهي نفسها الغرفة التي يقال إن عبد الناصر أعطى أوامره بعدم تعريض الكاتب الراحل مصطفى أمين لها بعد سجنه في قضية التخابر المعروفة بعد قيام ثورة يوليو، وفي الغرفة نفسها - كما يقال - تم تعذيب الشيخ كشك إمام جامع عين الحياة الذي اعتبره الرئيس محمد أنور السادات أحد أشرس المعارضين لسياسته بعد عام 1973.

## وصف السجن
يتكون المعتقل من ممر طوله حوالي 50 متر، وعلى كل جانب 21 زنزانة، كل زنزانة بها سريران وشباك علوي صفير حديد بارتفاع 2.5 متر وباب حديد يغلق من الخارج به فتحة قطرها 10 سم، ومطبخ ودورة مياه متسعة، وفي وقتها كان يتواجد في المعتقل ما بين 80:100 معتقل وقد يزداد العدد أو ينقص يوميا.

## أشهر المعتقلين فيه
ابن تيمية
تم سجن ابن تيمية سبع مرات منهم ثلاث في مصر، الأولى بالقلعة، ولمدة قليلة، أسبوعين من 3 شوال 707 هـ إلى 18 شوال 707 هـ وسببها أنه ألف كتابا في الاستغاثة، المعروف بالرد على البكري، لهذا استعدى عليه الصوفية بالقاهرة، فكون له مجلس، فمنهم من برأه ومنهم من أدانه، والثانية بمصر كذلك، في قاعة «الترسيم»، لمدة شهرين أوتزيد، من آخر شهر شوال 707 هـ، إلى أول سنة 708 هـ، والثالثة كانت من يوم 1 ربيع الأول 709 هـ إلى 8 شوال 709 هـ، لمدة سبعة شهور، وخلالها وضع كتاب السياسة الشرعية، ولقد عزموا أن ينفوه إلى قبرص، وهدِّد بالقتل، فقيل له في ذلك، فقال مقالته المشهورة، وكلمته المشكورة: «إن قتلت كانت لى شهادة، وإن نفوني كانت لى هجرة، ولو نفوني إلى قبرص دعوتُ أهلها إلى الله فأجابوني، وإن حبسوني كان لى معبدا، وأنا مثل الغنمة كيفما تقلبت تقلبت على صوف»، فيئسوا منه وانصرفوا.
محمد أنور السادات
ودخل سجن القلعة أيضا الرئيس محمد أنور السادات تقول رقية السادات كنت في سن السادسة عندما أعتقل والدي في معتقل أرميدان بسجن القلعة في قضية مقتل أمين عثمان، وقتها قال لى أحد أقاربي إن والدك مسجون، فأخذت أبكي بكاء شديدا حتى زرته في سجنه، وعندما وجدت التعذيب يطول كافة المساجين أصابني الرعب، فطمأنني الضابط صلاح ذو الفقار وقتها، وقال لي إن والدي لا يعذب مثل باقى المساجين.